# خونیک (باقران، شرق)
خونیک یک روستا در ایران است که در دهستان باقران شهرستان بیرجند واقع شده‌است. خونیک ۹۰ نفر جمعیت دارد.